# Mouflaines

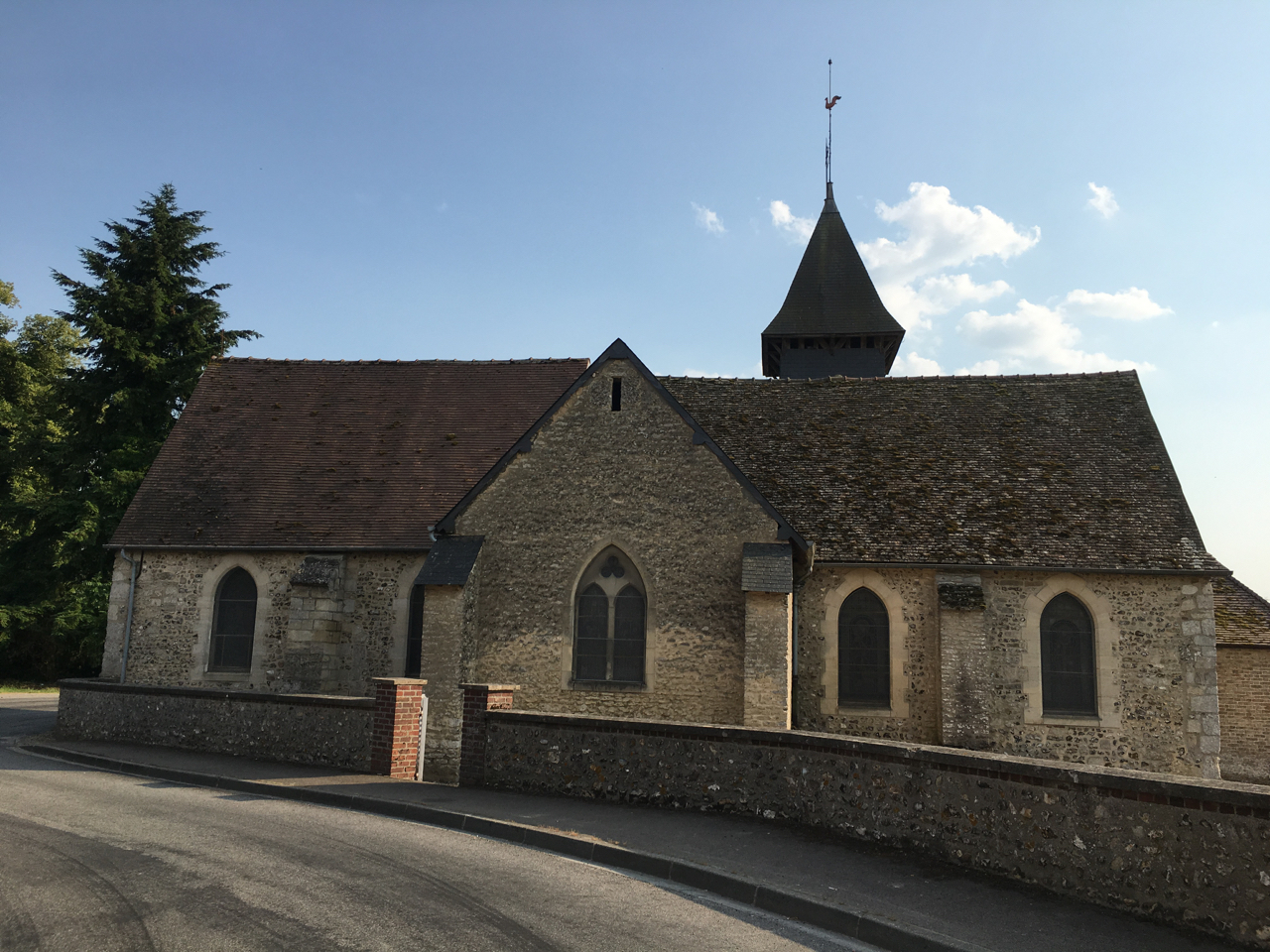
A Igreja de Mouflaines

Mouflaines é uma comuna francesa na região administrativa da Normandia, no departamento de Eure. Estende-se por uma área de 3,71 km². Em 2010 a comuna tinha 171 habitantes (densidade: 46,1 hab./km²).